# Alik Haýdarow
Alik Mamedowiç Haýdarow, ros. Алик Мамедович Хайдаров, Alik Mamiedowicz Chajdarow (ur. 27 kwietnia 1981, Turkmeńska SRR) – turkmeński piłkarz, grający na pozycji obrońcy. Posiada też obywatelstwo kazachskie.

## Kariera piłkarska

### Kariera klubowa
W 2002 rozpoczął karierę piłkarską w klubie Köpetdag Aszchabad. W 2004 przeszedł do Nisy Aszchabad. Latem 2004 wyjechał do Kazachstanu, gdzie potem występował w klubach Okżetpes Kokczetaw, Żetysu Tałdykorgan i FK Taraz. W 2011 przeniósł się do uzbeckiego Mashʼalu Muborak. W 2014 wrócił do ojczyzny, gdzie został piłkarzem Altyn Asyr Aszchabad. W 2015 zasilił skład Aşgabat FK, w którym zakończył karierę piłkarza.

### Kariera reprezentacyjna
W latach 2001-2007 bronił barw reprezentacji Turkmenistanu.

## Sukcesy i odznaczenia

### Sukcesy piłkarskie
Altyn Asyr Aszchabad
- mistrz Turkmenistanu: 2014

Aşgabat FK
- brązowy medalista Mistrzostw Turkmenistanu: 2015